# Маній Лаберій Максим
Маній Лаберій Максим (лат. Manius Laberius Maximus; 55 — 138) — державний та військовий діяч Римської імперії, консул-суффект 89 року, консул 103 року.

## Життєпис
Походив з сенаторського роду Лаберіїв. Народився у 55 році у Ланувії. Син Луція Лаберія Максима, префекта анони, префекта Єгипту, префекта преторія у 80—84 роках.
Завдяки батькові здобув гарну кар'єру. Замолоду був обраний до сенату. У 89 році призначено консулом-суффектом разом з Авлом Віцирієм Прокулом. У 91—100 роках був імператорським легатом у Нумідії. У 100—102 роках керував провінцією Нижня Мезія як імператорський легат-пропретор. Відзначився у війні проти даків. У 102 році захопив сестру царя Децебала. За це у 103 році імператор Траян зробив Лаберія Максима своїм колегою по консульству.
У 113 році стався конфлікт між Максимом та Траяном, внаслідок чого Манія Лаберія було позбавлено посад й заслано до острова Пандатерія. Після приходу до влади Адріана у 117 році пропонувалося стратити Лаберія, як можливого претендента на трон, проте імператор відмовився. Манія Максим помер у засланні в 138 році.

## Родина
- донька Лаберія Гостілія Криспіна